# Theophil Herder-Dorneich
Theophil Herder-Dorneich (* 31. Dezember 1898 in Freiburg im Breisgau; † 11. Februar 1987 in Freiburg, ± Campo Santo Teutonico) war ein deutscher Verleger.

## Familie
Theophil Herder-Dorneich war der Sohn von Philipp Dorneich, dem Generaldirektor des Verlag Herder, und Angiolina, geb. Vassarotti. Er hatte fünf Geschwister, darunter seine auf dem Campo Santo Teutonico in Rom begrabene Schwester Vincenza Schaedel (1900–1982).
Theophil heiratete 1925 Elisabeth Herder, die einzige Tochter von Hermann Herder sen., dem Enkel des Verlagsgründers Bartholomä Herder, und dessen Ehefrau Charlotte, geb. Willmann. Er fügte den Nachnamen seiner Frau dem eigenen Namen hinzu. Aus der Ehe gingen die Kinder Hermann Herder (1926–2011), Birgit, Philipp Herder-Dorneich (* 1928), Elisabeth und Gabriele hervor.

## Leben
Theophil Dorneich besuchte das humanistische Gymnasium in Freiburg und studierte nach Kriegseinsatz 1916 bis 1918 Rechtswissenschaften an der Freiburger Universität. 1921 wurde er mit der Arbeit Die Dauer des Autorrechts in rechtsvergleichender Darstellung in Freiburg zum Dr. iur. promoviert. Im Anschluss daran machte er seine buchhändlerische Ausbildung im Verlag Herder in den Niederlassungen Wien, Freiburg, Köln, München, Rom, London, Paris und St. Louis (bis 1927).
Theophil Herder-Dorneich trat 1928 in das Direktorium des Herder-Verlags ein, eines der größten Theologieverlage Deutschlands, zugleich ein großer Universalverlag, und führte von ihn von 1937 an.
Während des Dritten Reiches hatte er große Probleme mit den Nationalsozialisten, die versuchten, den erklärtermaßen katholisch ausgerichteten Verlag auf die Produktion von Gebetbüchern zu reduzieren. Trotz dieser Probleme übernahm Herder 1939 den Verlag Karl Alber und den Christophorus-Verlag und gründete 1943 in Barcelona die Editorial Herder. Am 27. November 1944 wurde das Verlagsgebäude, „Rotes Haus“ genannt, durch einen Bombenangriff im  Rahmen der Operation Tigerfish zerstört und anschließend wieder aufgebaut. Von 1939 bis 1945 war Theophil als Soldat im Zweiten Weltkrieg, ab 1944 Major der Reserve.
1952 wurde Theophil Herder-Dorneich  von Kardinal-Großmeister Nicola Kardinal Canali zum Ritter des Ritterordens vom Heiligen Grab zu Jerusalem ernannt und am 8. Dezember 1952 in Kölner Dom durch Lorenz Jaeger, Großprior der deutschen Statthalterei, investiert; zuletzt hatte er den Rang eines Großoffiziers inne. Er war Mitbegründer der Komturei St. Albertus Magnus Freiburg nach dem Ende des Zweiten Weltkrieges und war wesentlich am Neuaufbau der Deutschen Statthalterei des Ordens in den 1950er Jahren beteiligt. Er wurde zum Großkreuz-Ritter al merito ernannt. Seit 1917 war er Mitglied der katholischen Studentenverbindung KDStV Hercynia Freiburg im Breisgau im CV.
1948 wurde er Präsident des ersten deutschen Katholikentages nach dem Krieg in Mainz. Theophil Herder-Dorneich war 1949 einer der Mitbegründer des Bundes Katholischer Unternehmer (BKU). Er gehörte mit Franz Greiss, Peter H. Werhahn, Werner Habig, Wilhelm Naegel, Werner Linnemann, Peter Zettelmeyer und August Küster dessen erstem Vorstand an.
Ein Zeugnis seiner gläubigen Weltschau ist die von ihm und seiner Frau gestiftete Vaterunser-Kapelle in Buchenbach.

## Ehrungen und Auszeichnungen
- 1951: Ehrensenator der Universität Freiburg
- 1951: Ernennung zum Kommerzienrat[5]
- 1952: Ritter vom Heiligen Grab
- 1958: Komturkreuz mit Stern des Päpstlichen Gregoriusordens[6]
- 1958: Großes Bundesverdienstkreuz des Verdienstordens der Bundesrepublik Deutschland[6]
- 1958: Ehrendoktorwürde Dr. phil. h.c. der Philosophischen Fakultät der Universität Freiburg[6]
- 1961: Großes Goldenes Ehrenzeichen für Verdienste um die Republik Österreich[7]
- 1979: Ehrenbürger der Gemeinde Buchenbach bei Freiburg
- 1982: Großen Bundesverdienstkreuzes mit Stern des Verdienstordens der Bundesrepublik Deutschland
- weitere in- und ausländische Auszeichnungen